# -oid
-oid är ett efterled (suffix) som betyder "något som liknar". Kommer från grekiskans eidos som betyder  "liknande", till exempel antropoid, "människoliknande".

## -oid-ord
- Adenoid
- Ellipsoid
- Faktoid
- Humanoid
- Insektoid
- Paranoid